# Bette Midler
Bette Midler (n. 1 decembrie 1945, Territory of Hawaii⁠(d), SUA) este o cântăreață, actriță și comediană americană. De-a lungul carierei a câștigat patru premii Grammy, patru Globuri de Aur, trei premii Emmy și un premiu Tony, fiind de două ori nominalizată la premiile Oscar.

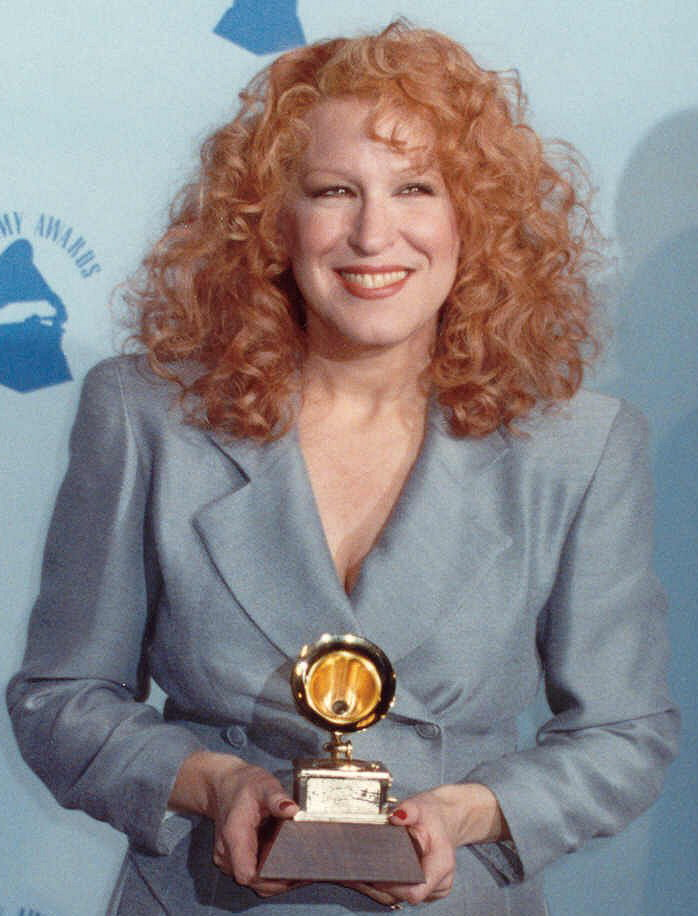
Bette Midler la Premiile Grammy din 1990

## Discografie
- 1972: The Divine Miss M
- 1973: Bette Midler
- 1976: Songs for the New Depression
- 1977: Broken Blossom
- 1979: Thighs and Whispers
- 1983: No Frills
- 1990: Some People's Lives
- 1995: Bette of Roses
- 1998: Bathhouse Betty
- 2000: Bette
- 2003: Bette Midler Sings the Rosemary Clooney Songbook
- 2005: Bette Midler Sings the Peggy Lee Songbook
- 2006: Cool Yule
- 2014: It's the Girls!

## Filmografie

### Film
| An   | Titlu                                    | Rol                           | Note                                               |
| ---- | ---------------------------------------- | ----------------------------- | -------------------------------------------------- |
| 1966 | Hawaii                                   | Passenger                     | Nemenționată                                       |
| 1968 | The Detective                            | Girl at Party                 | Nemenționată                                       |
| 1969 | Goodbye, Columbus                        | Wedding Guest                 | Nemenționată                                       |
| 1971 | The Thorn                                | Virgin Mary                   | Cunoscut ca The Divine Mr. J                       |
| 1972 | Scarecrow in a Garden of Cucumbers       | Lullabye Singer (voce)        |                                                    |
| 1979 | The Rose                                 | Mary Rose Foster              |                                                    |
| 1980 | Divine Madness!                          | Rolul ei / Divine Miss M.     | film concert                                       |
| 1982 | Jinxed!                                  | Bonita Friml                  |                                                    |
| 1986 | Women in Rock                            | Rolul ei                      | Documentar                                         |
| 1986 | Down and Out in Beverly Hills            | Barbara Whiteman              |                                                    |
| 1986 | Ruthless People                          | Barbara Stone                 |                                                    |
| 1987 | Outrageous Fortune                       | Sandy Brozinsky               |                                                    |
| 1988 | Big Business                             | Sadie Shelton / Sadie Ratliff |                                                    |
| 1988 | Oliver & Company                         | Georgette (voce)              |                                                    |
| 1988 | Beaches                                  | C. C. Bloom                   | Și producătoare de film                            |
| 1989 | The Lottery                              | Music Teacher                 | Scurtmetraj                                        |
| 1990 | Stella                                   | Stella Claire                 |                                                    |
| 1991 | Scenes from a Mall                       | Deborah Fifer                 |                                                    |
| 1991 | For the Boys                             | Dixie Leonard                 | Și producătoare de film                            |
| 1992 | Earth and the American Dream             | Reader (voce)                 | Documentar                                         |
| 1993 | Hocus Pocus                              | Winifred 'Winnie' Sanderson   |                                                    |
| 1994 | A Century of Cinema                      | Rolul ei                      | Documentar                                         |
| 1995 | Get Shorty                               | Doris Saphron                 | Nemenționată                                       |
| 1996 | The First Wives Club                     | Brenda Cushman                |                                                    |
| 1997 | That Old Feeling                         | Lilly Leonard                 |                                                    |
| 1999 | Get Bruce                                | Rolul ei                      |                                                    |
| 1999 | Fantasia 2000                            | Rolul ei / Hostess            | Segment: "Piano Concerto No. 2, Allegro, Opus 102" |
| 2000 | Drowning Mona                            | Mona Dearly                   |                                                    |
| 2000 | Isn't She Great                          | Jacqueline Susann             |                                                    |
| 2000 | What Women Want                          | Dr. J.M. Perkins              | Nemenționată                                       |
| 2004 | Neveste perfecte                         | Bobbie Markowitz              |                                                    |
| 2005 | The Divine Bette Midler                  | Rolul ei                      | Documentar                                         |
| 2007 | Then She Found Me                        | Bernice Graves                |                                                    |
| 2008 | The Women                                | Leah Miller                   |                                                    |
| 2010 | Cats & Dogs: The Revenge of Kitty Galore | Kitty Galore (voce)           |                                                    |
| 2012 | Casting By                               | Rolul ei                      | Documentar                                         |
| 2012 | Parental Guidance                        | Diane Decker                  |                                                    |
| 2013 | 20 Feet from Stardom                     | Rolul ei                      | Documentar                                         |
| 2017 | Freak Show                               | Muv                           |                                                    |
| 2019 | The Addams Family                        | Grandmama (voce)              |                                                    |
| 2020 | The Glorias                              | Bella Abzug                   |                                                    |
| 2021 | The Addams Family 2                      | Grandmama (voce)              |                                                    |
| 2022 | Hocus Pocus 2                            | Winifred 'Winnie' Sanderson   | Pre-producție                                      |

### Televiziune
| An         | Titlu                                                       | Rol                           | Note                                                      |
| ---------- | ----------------------------------------------------------- | ----------------------------- | --------------------------------------------------------- |
| 1970       | The Tonight Show Starring Johnny Carson                     | Rolul ei                      | 11 episoade                                               |
| 1975       | Cher                                                        | Rolul ei                      | Episodul: "#1.1"                                          |
| 1976       | Vegetable Soup                                              | Woody the Spoon (voce)        | Episoade necunoscute                                      |
| 1976       | The Bette Midler Show                                       | Rolul ei                      | Emisiune specială TV                                      |
| 1977       | Ol' Red Hair is Back                                        | Rolul ei                      | Emisiune specială TV                                      |
| 1977       | Bing! A 50th Anniversary Gala                               | Rolul ei                      | Emisiune specială TV                                      |
| 1977       | Rolling Stone Magazine: The 10th Anniversary                | Rolul ei                      | Emisiune specială TV                                      |
| 1979       | Saturday Night Live                                         | Rolul ei                      | Episodul: "Buck Henry/Bette Midler"                       |
| 1984       | A Celebration of Life: A Tribute to Martin Luther King, Jr. | Rolul ei                      | Emisiune specială TV                                      |
| 1984       | Superstars of Comedy Salute the Improv                      | Rolul ei                      | Emisiune specială TV                                      |
| 1984       | Art or Bust                                                 | Rolul ei / Divine Miss M.     | Emisiune specială TV                                      |
| 1984       | MTV Video Music Awards                                      | Rolul ei / Co-Host            | Emisiune specială TV                                      |
| 1988       | The Mondo Beyondo Show                                      | Mondo Beyondo                 | Emisiune specială TV                                      |
| 1988       | Mickey's 60th Birthday                                      | Rolul ei                      | Emisiune specială TV                                      |
| 1990       | Sinatra 75: The Best Is Yet to Come                         | Rolul ei                      | Emisiune specială TV                                      |
| 1990       | The Earth Day Special                                       | Mother Nature                 | Emisiune specială TV                                      |
| 1991       | Walt Disney World's 20th Anniversary Celebration            | Rolul ei                      | Emisiune specială TV                                      |
| 1992       | Shelley Duvall's Bedtime Stories                            | Narator                       | Episodul: "Weird Parents"                                 |
| 1993       | Gypsy                                                       | Mama Rose                     | Film TV                                                   |
| 1993       | The Simpsons                                                | Rolul ei (voce)               | Episodul: "Krusty Gets Kancelled"                         |
| 1995       | Seinfeld                                                    | Rolul ei                      | Episodul: "The Understudy"                                |
| 1997       | Diva Las Vegas                                              | Rolul ei / Divine Miss M.     | Emisiune specială TV; și producător executiv              |
| 1997       | The Nanny                                                   | Rolul ei                      | Episodul: "You Bette Your Life"                           |
| 1998, 2018 | Murphy Brown                                                | Caprice Morton (née Feldman)  | 2 episoade                                                |
| 1999       | Jackie's Back                                               | Rolul ei                      | Film TV                                                   |
| 2000–2001  | Bette                                                       | Bette                         | 18 episoade; și producător executiv                       |
| 2001       | Crossover                                                   | Rolul ei                      | Emisiune specială TV                                      |
| 2003       | A Barry Manilow Christmas: Live by Request                  | Rolul ei                      | Emisiune specială TV                                      |
| 2006–2007  | American Masters                                            | Rolul ei / Narator            | 2 episoade                                                |
| 2009       | The Magic 7                                                 | Rolul ei                      | Film TV                                                   |
| 2009       | Loose Women                                                 | Rolul ei / Guest Host         | Episodul: "#13.107"                                       |
| 2009       | The Royal Variety Performance                               | Rolul ei                      | Emisiune specială TV                                      |
| 2009       | The Marriage Ref                                            | Rolul ei                      | Episodul: "Episode Eleven"                                |
| 2009       | Kathy Griffin: My Life on the D-List                        | Rolul ei                      | Episodul: "Place Your Bette"                              |
| 2010       | The Showgirl Must Go On                                     | Rolul ei                      | Emisiune specială TV; și producătoare de film și regizore |
| 2010       | Paul O'Grady's Christmas                                    | Rolul ei                      | Emisiune specială TV                                      |
| 2013       | Project Runway                                              | Rolul ei / Guest Judge        | Episodul: "The Ultimate Hard and Soft"                    |
| 2014       | Inside Comedy                                               | Rolul ei                      | Episodul: "Bette Midler & Richard Belzer"                 |
| 2014       | Bette Midler: One Night Only                                | Rolul ei                      | Emisiune specială TV                                      |
| 2016       | The Voice                                                   | Rolul ei / Adviser            | 6 episoade                                                |
| 2018       | The Hocus Pocus 25th Anniversary Halloween Bash             | Rolul ei / Winifred Sanderson | Emisiune specială TV                                      |
| 2019–2020  | The Politician                                              | Hadassah Gold                 | 8 episoade                                                |
| 2020       | Saturday Night Seder                                        | Rolul ei                      | Emisiune specială TV                                      |
| 2020       | Coastal Elites                                              | Miriam Nessler                | Emisiune specială TV                                      |

## Legături externe
- Bette Midler la Internet Movie Database